# Liste des entreprises de Corée du Sud
 (juin 2023).
La mise en forme du texte ne suit pas les recommandations de Wikipédia : il faut le « wikifier ».
Les points d'amélioration suivants sont les cas les plus fréquents. Le détail des points à revoir est peut-être précisé sur la page de discussion.
- Les titres sont pré-formatés par le logiciel. Ils ne sont ni en capitales, ni en gras.
- Le texte ne doit pas être écrit en capitales (les noms de famille non plus), ni en gras, ni en italique, ni en « petit »…
- Le gras n'est utilisé que pour surligner le titre de l'article dans l'introduction, une seule fois.
- L'italique est rarement utilisé : mots en langue étrangère, titres d'œuvres, noms de bateaux, etc.
- Les citations ne sont pas en italique mais en corps de texte normal. Elles sont entourées par des guillemets français : « et ».
- Les listes à puces sont à éviter, des paragraphes rédigés étant largement préférés. Les tableaux sont à réserver à la présentation de données structurées (résultats, etc.).
- Les appels de note de bas de page (petits chiffres en exposant, introduits par l'outil «  Source ») sont à placer entre la fin de phrase et le point final[comme ça].
- Les liens internes (vers d'autres articles de Wikipédia) sont à choisir avec parcimonie. Créez des liens vers des articles approfondissant le sujet. Les termes génériques sans rapport avec le sujet sont à éviter, ainsi que les répétitions de liens vers un même terme.
- Les liens externes sont à placer uniquement dans une section « Liens externes », à la fin de l'article. Ces liens sont à choisir avec parcimonie suivant les règles définies. Si un lien sert de source à l'article, son insertion dans le texte est à faire par les notes de bas de page.
- La présentation des références doit suivre les conventions bibliographiques. Il est recommandé d'utiliser les modèles {{Ouvrage}}, {{Chapitre}}, {{Article}}, {{Lien web}} et/ou {{Bibliographie}}. Le mode d'édition visuel peut mettre en forme automatiquement les références.
- Insérer une infobox (cadre d'informations à droite) n'est pas obligatoire pour parachever la mise en page.

Pour une aide détaillée, merci de consulter Aide:Wikification.
Si vous pensez que ces points ont été résolus, vous pouvez retirer ce bandeau et améliorer la mise en forme d'un autre article.

Localisation de la Corée du Sud

La Corée du Sud est un État souverain en Asie de l'Est, constituant la partie sud de la péninsule coréenne. Très fortement urbanisée, avec 92 %, la Corée du Sud permet à ses habitants de mener un style de vie urbain distinctif : la moitié d'entre eux vivent dans des gratte-ciel concentrés dans la région de la capitale de Séoul avec près de 26 millions d'habitants, ce qui en fait la cinquième plus grande métropole mondiale, la quatrième économie du globe et la septième ville la plus durable dans le monde.
Poussé par une main-d'œuvre hautement qualifiée et, la Corée du Sud compte le huitième revenu médian par ménage le plus élevé au monde et le plus élevé d'Asie. Les célibataires sud-coréens en particulier gagnent plus que dans n'importe quel pays du G7. À l'échelle mondiale, elle se classe très bien en matière de sécurité personnelle, de sécurité d'emploi et de qualité des soins de santé, avec la troisième espérance de vie ajustée en fonction de la santé au monde et le quatrième système de santé le plus efficace. C'est le pays qui dépense le plus au monde en R&D par rapport au PIB, en tête de l'OCDE pour les diplômés en sciences et en ingénierie  et en troisième position dans l'indice du bien-être des jeunes. Notamment berceau de Samsung, LG et Hyundai-Kia, la Corée du Sud a été nommée pays le plus innovant au monde dans l'indice d'innovation Bloomberg, se classant au premier rang en termes d'intensité de R&D des entreprises et de brevets déposés par PIB. Depuis 2014, elle possède la vitesse Internet la plus rapide au monde et le plus grand nombre de propriétaires de smartphones (pour 1.000 habitants), se classant au premier rang pour le développement des TIC, l'e-gouvernement  et la couverture 4G LTE.
Pour plus d'informations sur les types d'entités commerciales dans ce pays et leurs abréviations, voir " Entités commerciales en Corée du Sud ".

## Les plus grandes entreprises
Cette liste répertorie les entreprises du Fortune Global 500, qui classe les entreprises en fonction des revenus totaux déclarées avant le 31 mars 2017. Seules les cinq premières entreprises sont incluses dans ce tableau.
| Rang | Image | Nom                              | Chiffre d'affaires 2016 (M$ US) | Employés | Remarques |
| ---- | ----- | -------------------------------- | ------------------------------- | -------- | --- |
| 15   |       | Samsung                          | 173 957 $                       | 325 000  | Conglomérat électronique multinational et l'une des plus grandes entreprises de technologie de l'information au monde. Les filiales étroitement liées comprennent Samsung Electronics, Samsung C&T Corporation, Samsung Electro-Mechanics, Samsung Heavy Industries, Samsung Life Insurance et Samsung Fire & Marine Insurance. |
| 78   |       | Hyundai Motor Company            | 80 701 $                        | 129 315  | Troisième constructeur automobile mondial en comprenant ses filiales Kia Motors et Genesis Motors, et ses filiales régionales Hyundai Motor India Limited, Beijing Hyundai, Hyundai Motor America et Hyundai Motor Europe GmbH.                                                                                                 |
| 95   |       | SK Group                         | 72 579 $                        | 84 000   | Conglomérat diversifié avec plus de 95 filiales et sociétés affiliées, dont SK Telecom (télécommunications), SK Hynix (semi-conducteurs) et SK C&C (conseil). |
| 177  |       | Korea Electric Power Corporation | 51 500 $                        | 43 688   | Le plus grand service public d'électricité de Corée, détenu majoritairement par l'État coréen. L'entreprise assure la production, la distribution et les grands projets de développement. |
| 201  |       | LG Électronics                   | 47 712 $                        | 75 000   | Ingénierie de l'électronique et des appareils grand public et deuxième fabricant mondial de téléviseurs. L'entreprise a rejoint la liste en 2011. |